# باشگاه فوتبال توتون
باشگاه فوتبال توتون (به انگلیسی: AFC Totton) یک باشگاه فوتبال در شهر توتون اند الینگ، کشور انگلستان است که در سال ۱۸۸۶ میلادی تأسیس شده‌است.